# Bobrowo (Koejavië-Pommeren)
Bobrowo is een dorp in het Poolse woiwodschap Koejavië-Pommeren, in het district Brodnicki. De plaats maakt deel uit van de gemeente Bobrowo.